# Louis Mestriaen
Louis Mestriaen, est un coureur cycliste belge, professionnel en 1934.

## Palmarès
- 1934
  - 3e de Roubaix-Cassel-Roubaix